# NGC 3471
NGC 3471 é uma galáxia espiral (Sa) localizada na direcção da constelação de Ursa Major. Possui uma declinação de +61° 31' 49" e uma ascensão recta de 10 horas, 59 minutos e 08,8 segundos.
A galáxia NGC 3471 foi descoberta em 28 de Novembro de 1801 por William Herschel.